# Typhlomyrmex meire
Typhlomyrmex meire is een mierensoort uit de onderfamilie van de Ectatomminae. De wetenschappelijke naam van de soort is voor het eerst geldig gepubliceerd in 2004 door Lacau, Villemant & Delabie.